# Amaszonas Paraguay
Amaszonas Paraguay, actualmente Paranair, fue una aerolínea paraguaya fundada inicialmente como una joint venture del Grupo Amaszonas (Bolivia) y Air Nostrum (España). El 15 de octubre de 2019 se renombra con la denominación actual. Conectaba la capital de Paraguay con ciudades de la región, operando vuelos regulares en aviones Bombardier CRJ 100 y CRJ200.

## Antiguos destinos
Amaszonas Paraguay voló los siguientes destinos :
| Países    | Destinos                | Aeropuertos                                                       |
| --------- | ----------------------- | ----------------------------------------------------------------- |
| Argentina | Buenos Aires            | Aeropuerto Internacional Ministro Pistarini                       |
| Argentina | Buenos Aires            | Aeroparque Jorge Newbery                                          |
| Argentina | Córdoba                 | Aeropuerto Internacional Ingeniero Aeronáutico Ambrosio Taravella |
| Argentina | Corrientes              | Aeropuerto Internacional Doctor Fernando Piragine Niveyro         |
| Argentina | Salta                   | Aeropuerto Internacional de Salta Martín Miguel de Güemes         |
| Brasil    | Campo Grande            | Aeropuerto Internacional de Campo Grande                          |
| Brasil    | Curitiba                | Aeropuerto Internacional Afonso Pena                              |
| Brasil    | Florianópolis           | Aeropuerto Internacional Hercílio Luz                             |
| Brasil    | Porto Alegre            | Aeropuerto Internacional Salgado Filho                            |
| Brasil    | Río de Janeiro          | Aeropuerto Internacional de Galeão                                |
| Brasil    | São Paulo               | Aeropuerto Internacional de São Paulo-Guarulhos                   |
| Bolivia   | Santa Cruz de la Sierra | Aeropuerto Internacional Viru Viru                                |
| Chile     | Iquique                 | Aeropuerto Internacional General Diego Aracena Aguilar            |
| Chile     | Santiago de Chile       | Aeropuerto Internacional Arturo Merino Benítez                    |
| Paraguay  | Asunción                | Aeropuerto Internacional Silvio Pettirossi (HUB)                  |
| Paraguay  | Ciudad del Este         | Aeropuerto Internacional Guaraní                                  |
| Perú      | Lima                    | Aeropuerto Internacional Jorge Chávez                             |
| Uruguay   | Montevideo              | Aeropuerto Internacional de Carrasco                              |
| Uruguay   | Punta del Este          | Aeropuerto Internacional de Laguna del Sauce                      |

## Flota histórica
Amaszonas Paraguay contaba con las siguientes aeronaves:
| Aeronaves          | Total | Introducido | Retirado | Matrículas              |
| ------------------ | ----- | ----------- | -------- | ----------------------- |
| Bombardier CRJ-100 | 1     | 2018        | 2018     | ZP-CRJ                  |
| Bombardier CRJ-200 | 3     | 2015        | 2018     | ZP-CRN, ZP-CRR y ZP-CRS |